# Felá

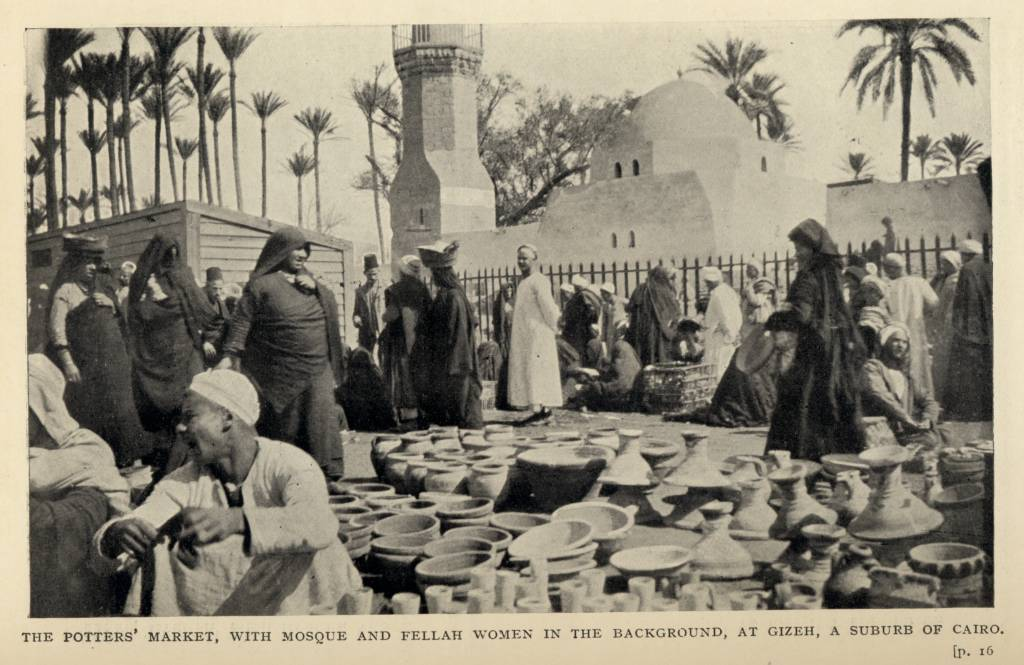
Mercado de cerâmica, com mesquita e mulheres fallahin ao fundo, em Gizé, subúrbio do Cairo (1911)

Felá (em árabe: فلاح; romaniz.: fallāḥ ou fellāh; feminino em árabe: فَلَّاحَة ; romaniz.: fallāḥa ou fellāḥa; plural: em árabe: فلاحين‎; romaniz.: fallāḥīn ou fellāḥīn) é a designação dada ao  trabalhador agrícola do Oriente Médio e Norte da África. A palavra deriva do termo árabe fallāḥ - 'lavrador' ou 'agricultor' - e, no Egito moderno, designa o camponês de casta inferior, considerado descendente dos antigos habitantes do Egito faraônico.

## Uso
O termo 'felá' tem sido usado, em todo o Oriente Médio, desde os tempos do Império Otomano, para designar os aldeões e trabalhadores rurais. A palavra  é geralmente traduzida como 'camponês'.
Os  felás, também referidos como fallahin ou felachim, distinguem-se dos efêndis (classe dos proprietários de terras). Geralmente são arrendatários rurais, posseiros ou trabalhadores das terras comunais, nas aldeias. Alguns aplicam o termo fallahin aos trabalhadores sem terra, em geral. No Levante, especificamente na Palestina, Jordânia e Hauran (Síria), o termo fellahin referia-se aos camponeses nativos.
No Egito, os felás compõem 60% da população. Levam uma vida modesta, morando em casas de adobe, tal como seus ancestrais.  O número de felás aumentou muito no começo do século XX, antes do êxodo para as cidades. Em 1927, o antropólogo Winifred Blackman, autor de Os Felás do Alto Egito, conduziu pesquisa etnográfica sobre esses camponeses do Alto Egito e observou continuidades, entre sua cultura (estilo de vida,  crenças e práticas religiosas) e a dos antigos egípcios, sendo por isso considerados por alguns autores como os "verdadeiros" egípcios.